# Theodore Dru Alison Cockerell
Theodore Dru Alison Cockerell (Londra, 22 agosto 1866 – San Diego, 26 gennaio 1948) è stato uno zoologo ed entomologo inglese, fratello del conservatore museale Sydney Cockerell.
Educato al Middlesex Hospital di Londra, dal 1887 al 1890 studiò botanica in Colorado, divenendo un tassonomista e prolifico autore di articoli inerenti alla paleontologia e all'evoluzionismo, alle specie degli Imenotteri, dei Molluschi e dei Rincoti.

## Biografia

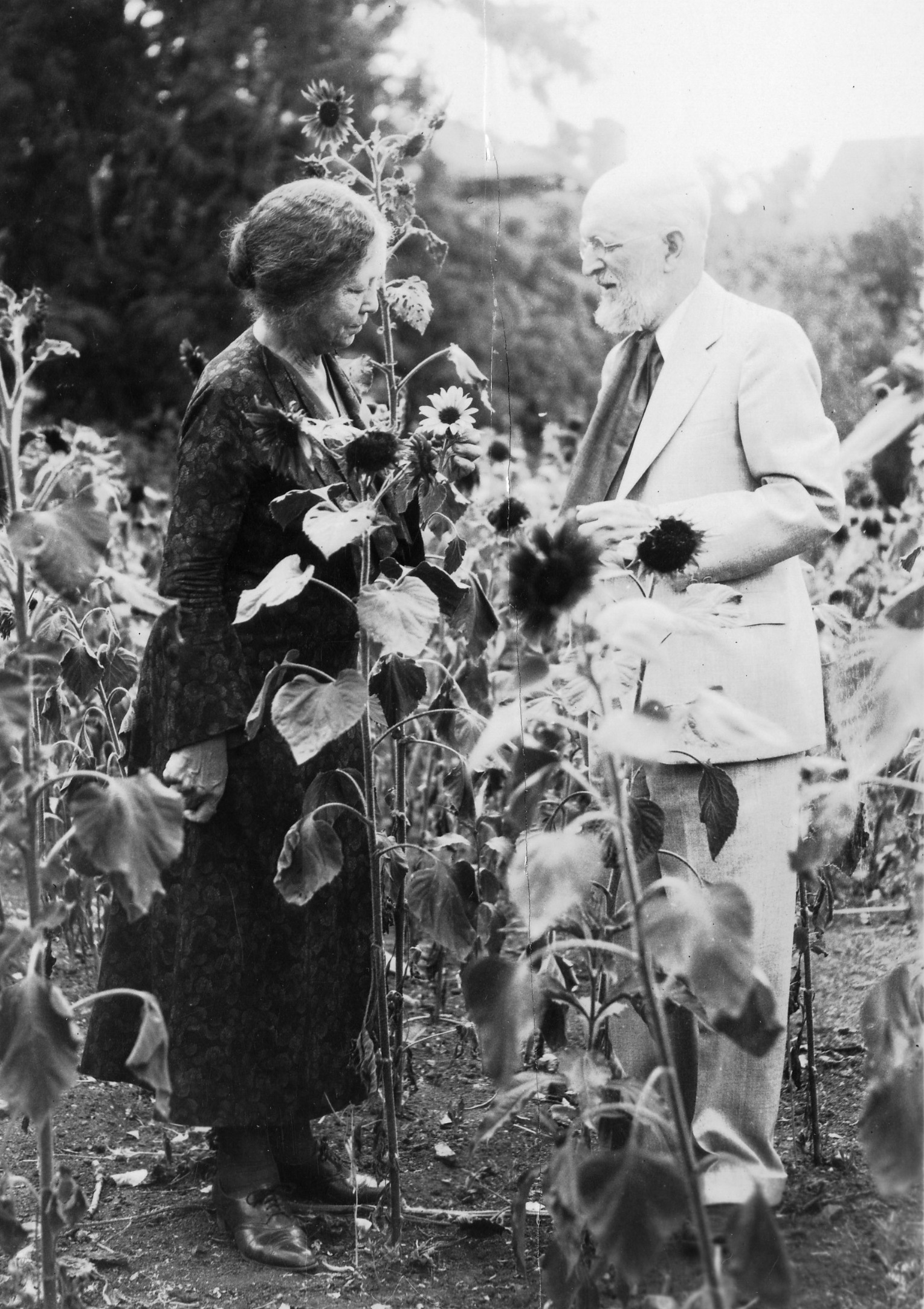
Wilmatte Porter Cockerell e Theodore Dru Alison Cockerell

Nel 1891 sposò Annie Penn, morta appena due anni dopo, e, nel 1900, celebrò le seconde nozze con la botanica ed entomologa statunitense Wilmatte A. Porter (1869-1957). In suo nore, nominò una specie Mexichromis porterae una specie di lumacone marino, noto anche come Felimare porterae. Prima e dopo il loro matrimonio nel 1900, effettuarono frequenti spedizioni che alimentarono una vasta biblioteca privata di filmati di storia naturale, mostrati agli studenti e al pubblico per promuovere la causa della conservazione ambientale.
Fra il 1891 e il 1901, Cockerell fu il curatore del museo pubblico di Kingston, in Giamaica, e professore di entomologia nella stazione agraria sperimentale del Nuovo Messico, insegnando per tre anni biologia nella scuola normale del luogo. Fra i suoi allievi vi fu la botanista statunitense Charlotte Cortlandt Ellis (1874-1956), scopritrice di varie specie vegetali.
Curatore del Colorado College Museum, nel 1904 divenne professore di entomologia e, due anni dopo, professore di zoologia sistematica all'Università del Colorado, dove lavorò con Junius Henderson alla creazione del Museo di Storia Naturale dell'ateneo. Durante la Seconda guerra mondiale gestì il Desert Museum di Palm Springs, in California.
Morì il 26 gennaio 1848 a San Diego. I suoi resti riposano nel cimitero di Boulder, in Colorado.
In suo onore furono intitolati un dormitorio nella facoltà di ingegneria dell'Università del Colorado a Boulder e la specie di falena Givira theodori.

## Pubblicazioni
Cockerell firmò più di 2 200 articoli scientifici e altri 1 700 scritti, che interessarono anche le riforme sociali e l'educazione. Fu uno dei tassonomisti più prolifici della storia, pubblicando descrizioni di oltre 9 000 specie e generi di soli insetti, di cui circa 6 400 erano api e circa 1 000 molluschi, aracnidi, funghi, mammiferi, pesci e piante. Tali numeri comprendono numerosi taxa di specie fossili estinte, come quelli raccolti in  Some Fossil Insects from Florissant, Colorado.
Nel necrologio pubblicato da Nature il 14 febbraio 1948, RB Benson disse che Cockerell «acquisì l'abitudine di tradurre le sue idee e osservazioni in stampa al più presto possibile. L'abitudine persistette per tutta la sua lunga vita, cosicché quasi tutto il suo lavoro apparve sotto forma di brevi documenti».
| Cockerell è l'abbreviazione standard utilizzata per le piante descritte da Theodore Dru Alison Cockerell. Consulta l'elenco delle piante assegnate a questo autore dall'IPNI. |

| Ckll. è l'abbreviazione standard utilizzata per le specie animali descritte da Theodore Dru Alison Cockerell. Categoria:Taxa classificati da Theodore Dru Alison Cockerell |